# 14 Herculis b
14 Herculis b (14 Her b) est une planète extrasolaire (exoplanète) en orbite autour de l'étoile 14 Herculis (14 Her), une naine orange située dans la constellation d'Hercule à environ 59 al (18,1 pc) de la Terre.
L'exoplanète a été découverte à l'observatoire de Haute-Provencepar Michel Mayor, Didier Queloz, Jean-Luc Beuzit, Jean-Marie Mariotti, Dominique Naef, Christian Perrier et Jean-Pierre Sivan. Sa découverte a été annoncée le 6 juillet 1998 lors de la conférence Protostars and Planets à Santa-Barbara en Californie.

## Désignation
14 Herculis b a été sélectionnée par l'Union astronomique internationale (IAU) pour la procédure NameExoWorlds, consultation publique préalable au choix de la désignation définitive de 305 exoplanètes découvertes avant le 31 décembre 2008 et réparties entre 260 systèmes planétaires hébergeant d'une à cinq planètes. La procédure, qui a débuté en juillet 2014, s'achèvera en août 2015, par l'annonce des résultats, lors d'une cérémonie publique, dans le cadre de la XIXe Assemblée générale de l'IAU qui se tiendra à Honolulu (Hawaï).